# Laia Vidosa i Artigas
Laia Vidosa i Artigas   (Sant Cugat del Vallès, 8 de gener de 1999) és una estudiant de medicina i jugadora catalana d'hoquei herba. Juga al Júnior FC i amb la selecció espanyola.

## Trajectòria
Va debutar el 4 de febrer de 2022 contra els Països Baixos a València durant la Lliga Professional 2021–2022. Formada al Junior FC, va marxar al Jolaseta de Bilbao i va tornar al club vallesà.
Vidosa va debutar amb la selecció absoluta espanyola el febrer del 2022 amb un enfrontament de dos partits contra els Països Baixos a la Pro League. Va ser una de les 60 candidates a Millor Dona Esportista de la revista Fosbury 2023.
Es va classificar per participar en les olimpíades de París 2024 amb la selecció espanyola.